# Distrito de Siegen-Wittgenstein
El Distrito de Siegen-Wittgenstein (en alemán: Kreis Siegen-Wittgenstein) es un distrito (Kreis) ubicado en Alemania que se encuentra al sudeste del estado federal de Renania del Norte-Westfalia. Pertenece a la región de Arnsberg y es miembro del Landschaftsverband Westfalen-Lippe. La capital del distrito es la ciudad de Siegen.

## Geografía

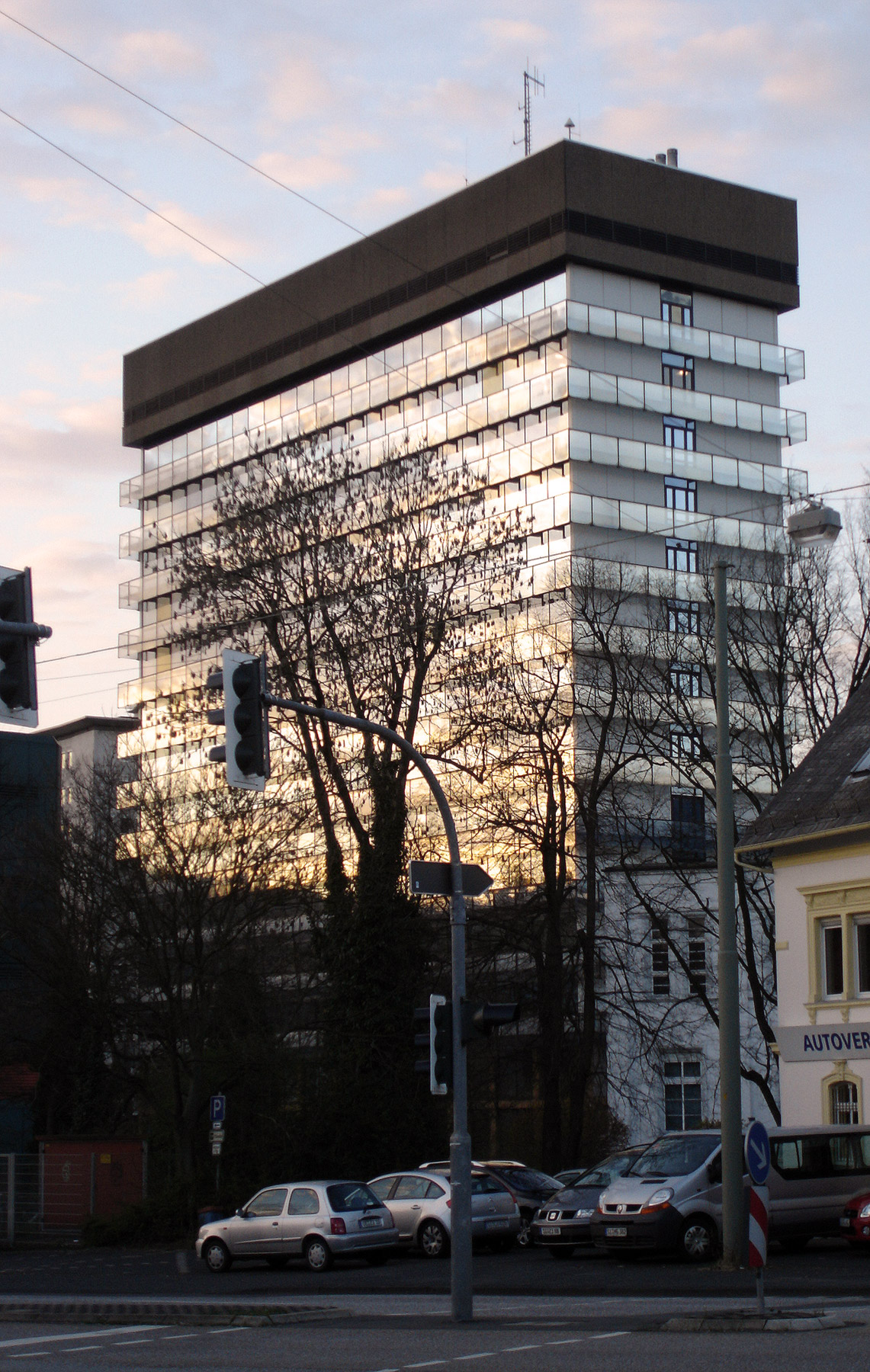
Kreishaus in Siegen.

El distrito al sur de Westfalia se encuentra al norte de la sierra Rothaargebirge así como en la frontera al sur del bosque de Westerwald. Al este el territorio del distrito no tiene limitaciones naturales que marquen su frontera con el estado federal de Hessen. Los principales ríos que cruzan las tierras son el Sieg y al este el Lahn y Eder. El distrito – al tener parte en común con el Sauerland – tiene abundantes bosques. 

## Localización
El distrito de Siegen-Wittgenstein limita al norte con el distrito de Hochsauerland, al este y sur con los distritos del estado federal de Hesse denominados Waldeck-Frankenberg y Marburg-Biedenkopf así como Lahn-Dill, al oeste limita con el distrito de  Altenkirchen del estado federal de Renania-Palatinado y con el distrito de Westerwald y al noroeste con el distrito de Olpe en Renania del Norte-Westfalia.

## Historia
El Kreis (Distrito) Siegen se reordenó con la composición territorial actual en la ley: Sauerland-Paderborn-Gesetz es puesta enfuncionamiento el 1 de enero de 1975 en la que unía los municipios de los distritos (ahora antiguos) de Siegen y Wittgenstein. No fue hasta el primero de enero de 1984 cuando el distrito se denominó Kreis Siegen-Wittgenstein. 

## Composición del distrito
El distrito de Siegen-Wittgenstein posee en su composición territorial once tipos de municipio (Gemeindearten) de los cuales dos corresponden a ciudades medianas y Siegen que corresponde a una ciudad de tamaño mediano.
| Ciudades 1. Bad Berleburg (20.527) 2. Bad Laasphe (15.005) 3. Freudenberg (18.631) 4. Hilchenbach (16.249) 5. Kreuztal, (31.808) 6. Netphen, (24.674) 7. Siegen, (105.944) | Gemeinden 1. Burbach (14.791) 2. Erndtebrück (7.548) 3. Neunkirchen (13.968) 4. Wilnsdorf (21.361) |

(Habitantes de 30 de junio de 2006)
Los municipios de Erndtebrück así como Bad Berleburg y Bad Laasphe pertenecen al Wittgensteiner Land y proceden del antiguo distrito de Wittgenstein, las otras ciudades y municipios (Gemeinden) pertenecen a la región de Siegerland y radican en el antiguo distrito de Altkreis Siegen.